# Мамонтовая гора
Мамонтовая гора — возвышенность на территории Томпонского и Таттинского районов Якутии. Представляет собой плато на высоте около 80 метров, нависшее над рекой Алдан. Её обнажения тянутся вдоль берега на 5 км. С 1987 года — Региональный памятник природы.

## История
В 1976 году на горе нашли четвёртый в мире скелет шерстистого носорога, который находится сейчас в республиканском музее мамонта.
Свое название она получила потому, что здесь местные жители часто находит останки ископаемых животных: мамонтов, шерстистых носорогов и пещерных львов.

## Местонахождение
По левому берегу реки Алдан расположена на 5 километров Мамонтова гора (Булун). Высота структурного плато достигает 80 метров. В открытых срезах Мамонтовой горы, возраст которой достигает 15 млн лет, наблюдаются песчаные слои разной зернистости, суглинки, галечники и гравелиты.
Мамонтова гора является одним из маршрутов международных геологических экскурсий.

## Флора и фауна
Были обнаружены: мамонт, шерстистый носорог, широколобый лось, восточная лошадь
В 2005 году обнаружены остатки предка мамонта.